# Werner Wolfgang Rogosinski
Werner Wolfgang Rogosinski FRS (Breslávia, 24 de setembro de 1894 — Aarhus, 23 de julho de 1964) foi um matemático alemão (silesiano) naturalizado britânico.

## Obras
- Volume and integral, Oliver and Boyd, 1962
- G. H. Hardy, Werner Rogosinski (1944). Fourier Series. [S.l.]: University press; Courier Dover Publications, 1999, ISBN 978-0-486-40681-7